# Neamblysomus
Neamblysomus is een geslacht uit de familie van de goudmollen (Chrysochloridae). De wetenschappelijke naam van het geslacht werd in 1924 gepubliceerd door Austin Roberts.

## Soorten
Er worden 2 soorten in dit geslacht geplaatst:
- Neamblysomus gunningi (Broom, 1908)
- Neamblysomus julianae (Meester, 1972) – Juliana's kopermol